# Anaplecta malayensis
Anaplecta malayensis är en kackerlacksart som beskrevs av Robert Walter Campbell Shelford 1906. Anaplecta malayensis ingår i släktet Anaplecta och familjen småkackerlackor. Inga underarter finns listade i Catalogue of Life.